# Cosmotoma olivacea
Cosmotoma olivacea là một loài bọ cánh cứng trong họ Cerambycidae.